# Cuarta División de Chile 1995
El Campeonato Nacional de Cuarta División de Chile de 1995 fue la edición número 13 del torneo de la categoría.
Participaron 18 equipos, que jugaron en un sistema de todos-contra-todos agrupados en dos grupos: Norte y Sur en una primera fase. Luego de terminada esta fase, los equipos que terminarían en primer lugar disputarían la final del campeonato, que fue ganada por Deportes San Bernardo de San Bernardo, que resultó ser el campeón de esta edición, y con esto, ascendió a la Tercera División para el año 1996. Acompañando a Deportes San Bernardo, también ascendió Juventud O'Higgins de Curacaví quien ganó la liguilla por el subcampeonato.

## Primera fase
En la primera fase los 18 equipos se distribuyeron en dos grupos: Norte y Sur. Los ganadores de cada grupo disputarían la final del campeonato, para definir al campeón de la Cuarta División y al primer equipo ascendido. Todos los otros equipos pasarían a la segunda fase, en donde se dividirían en tres grupos.

### Grupo Norte
| Pos | Equipo              | PJ | PG | PE | PP | GF | GC | Dif | Pts |
| --- | ------------------- | -- | -- | -- | -- | -- | -- | --- | --- |
| 1   | Estrella de Chile   | 16 | 10 | 4  | 2  | 31 | 16 | 15  | 34  |
| 2   | Defensor Casablanca | 16 | 9  | 4  | 3  | 36 | 18 | 18  | 31  |
| 3   | Juventud O'Higgins  | 16 | 9  | 3  | 4  | 44 | 20 | 24  | 30  |
| 4   | Arrieta Guindos     | 16 | 7  | 5  | 4  | 25 | 14 | 11  | 26  |
| 5   | Ferroviarios        | 16 | 6  | 6  | 4  | 30 | 21 | 9   | 24  |
| 6   | Concón National     | 16 | 5  | 2  | 9  | 14 | 30 | -16 | 17  |
| 7   | Fundición Chagres   | 16 | 4  | 4  | 8  | 22 | 29 | -7  | 16  |
| 8   | Deportes Colina     | 16 | 3  | 3  | 10 | 18 | 47 | -29 | 12  |
| 9   | Deportivo Polpaico  | 16 | 3  | 1  | 12 | 14 | 39 | -25 | 10  |

PJ=Partidos jugados; PG=Partidos ganados; PE=Partidos empatados; PP=Partidos perdidos; GF=Goles a favor; GC=Goles en contra; Dif=Diferencia de gol; Pts=Puntos

### Grupo Sur
| Pos | Equipo                 | PJ | PG | PE | PP | GF | GC | Dif | Pts |
| --- | ---------------------- | -- | -- | -- | -- | -- | -- | --- | --- |
| 1   | Deportes San Bernardo  | 16 | 11 | 3  | 2  | 42 | 16 | 26  | 36  |
| 2   | Malloco Atlético       | 16 | 8  | 4  | 4  | 35 | 29 | 6   | 28  |
| 3   | Tricolor Municipal     | 16 | 8  | 3  | 5  | 36 | 23 | 13  | 27  |
| 4   | Juventud Ferro         | 16 | 6  | 5  | 5  | 26 | 29 | -3  | 23  |
| 5   | Unión Comercial        | 16 | 6  | 4  | 6  | 34 | 29 | 5   | 22  |
| 6   | Magallanes de Nancagua | 16 | 7  | 0  | 9  | 34 | 40 | -6  | 21  |
| 7   | Antártida Chilena      | 16 | 5  | 4  | 7  | 27 | 26 | 1   | 19  |
| 8   | Municipal Peñalolén    | 16 | 5  | 2  | 9  | 25 | 43 | -18 | 17  |
| 9   | Ferroviario Comercial  | 16 | 3  | 1  | 12 | 21 | 45 | -24 | 10  |

PJ=Partidos jugados; PG=Partidos ganados; PE=Partidos empatados; PP=Partidos perdidos; GF=Goles a favor; GC=Goles en contra; Dif=Diferencia de gol; Pts=Puntos
|  | Juega la final por el campeonato |

## Final por el campeonato
Clasificaron a la final por el campeonato los equipos que terminaron en la primera ubicación en los Grupos Norte (Deportes San Bernardo) y Grupo Sur (Estrella de Chile). El ganador de la final se consagraría campeón de la Cuarta División y tendría el derecho de participar de en la Tercera División al año siguiente. El equipo que perdiese se uniría a uno de los tres grupos de la segunda fase.

### Partidos
|  | Deportes San Bernardo | 2:1 | Estrella de Chile |  |  |

|  | Estrella de Chile | 0:0 | Deportes San Bernardo |  |  |

| Campeón Deportes San Bernardo Asciende a Tercera |

## Segunda fase
En la segunda fase clasificaron todos los equipos que no disputaron la final por el campeonato de la etapa anterior, más el equipo que perdió esta final, los cuales se dividirían en tres grupos: Norte, Centro y Sur. Los ganadores de cada grupo, más el equipo que resultase ser el mejor segundo clasificarían a la liguilla por el subcampeonato.

### Grupo Norte
| Pos | Equipo              | PJ | PG | PE | PP | GF | GC | Dif | Pts |
| --- | ------------------- | -- | -- | -- | -- | -- | -- | --- | --- |
| 1   | Juventud O'Higgins  | 10 | 6  | 2  | 2  | 24 | 11 | 13  | 20  |
| 2   | Fundición Chagres   | 10 | 5  | 4  | 1  | 22 | 12 | 10  | 19  |
| 3   | Defensor Casablanca | 10 | 4  | 3  | 3  | 18 | 18 | 0   | 15  |
| 4   | Concón National     | 10 | 4  | 2  | 4  | 18 | 23 | -5  | 14  |
| 5   | Municipal Peñalolén | 10 | 2  | 2  | 6  | 20 | 31 | -11 | 8   |
| 6   | Deportivo Polpaico  | 10 | 2  | 1  | 7  | 14 | 21 | -7  | 7   |

PJ=Partidos jugados; PG=Partidos ganados; PE=Partidos empatados; PP=Partidos perdidos; GF=Goles a favor; GC=Goles en contra; Dif=Diferencia de gol; Pts=Puntos

### Grupo Centro
| Pos | Equipo             | PJ | PG | PE | PP | GF | GC | Dif | Pts |
| --- | ------------------ | -- | -- | -- | -- | -- | -- | --- | --- |
| 1   | Arrieta Guindos    | 10 | 7  | 1  | 2  | 22 | 11 | 11  | 22  |
| 2   | Malloco Atlético   | 10 | 4  | 4  | 2  | 20 | 15 | 5   | 16  |
| 3   | Tricolor Municipal | 10 | 4  | 2  | 4  | 16 | 20 | -4  | 14  |
| 4   | Ferroviarios       | 10 | 3  | 3  | 4  | 19 | 15 | 4   | 12  |
| 5   | Estrella de Chile  | 10 | 2  | 4  | 4  | 22 | 23 | -1  | 10  |
| 6   | Deportes Colina    | 10 | 2  | 2  | 6  | 13 | 28 | -15 | 8   |

PJ=Partidos jugados; PG=Partidos ganados; PE=Partidos empatados; PP=Partidos perdidos; GF=Goles a favor; GC=Goles en contra; Dif=Diferencia de gol; Pts=Puntos

### Grupo Sur
| Pos | Equipo                 | PJ | PG | PE | PP | GF | GC | Dif | Pts |
| --- | ---------------------- | -- | -- | -- | -- | -- | -- | --- | --- |
| 1   | Antártida Chilena      | 8  | 5  | 1  | 2  | 16 | 8  | 8   | 16  |
| 2   | Juventud Ferro         | 8  | 4  | 3  | 2  | 20 | 9  | 11  | 15  |
| 3   | Unión Comercial        | 8  | 3  | 3  | 2  | 27 | 20 | 7   | 12  |
| 4   | Magallanes de Nancagua | 8  | 3  | 2  | 3  | 13 | 19 | -6  | 11  |
| 5   | Ferroviario Comercial  | 8  | 0  | 0  | 8  | 8  | 29 | -21 | 0   |

PJ=Partidos jugados; PG=Partidos ganados; PE=Partidos empatados; PP=Partidos perdidos; GF=Goles a favor; GC=Goles en contra; Dif=Diferencia de gol; Pts=Puntos
|  | Clasifica a la liguilla por el subcampeonato                       |
|  | Clasifica a la liguilla por el subcampeonato por ser mejor segundo |

## Liguilla por el subcampeonato
Clasificaron los ganadores de los tres grupos, más el equipo que resultó mejor segundo en la segunda fase del campeonato. El ganador de la liguilla del subcampeonato ascendería a la Tercera División del año 1996.
| Pos | Equipo             | PJ | PG | PE | PP | GF | GC | Dif | Pts |
| --- | ------------------ | -- | -- | -- | -- | -- | -- | --- | --- |
| 1   | Juventud O'Higgins | 3  | 2  | 1  | 0  | 9  | 4  | 5   | 7   |
| 2   | Arrieta Guindos    | 3  | 1  | 2  | 0  | 7  | 5  | 2   | 5   |
| 3   | Antártida Chilena  | 3  | 0  | 2  | 1  | 6  | 9  | -3  | 2   |
| 4   | Fundición Chagres  | 3  | 0  | 1  | 2  | 3  | 7  | -4  | 1   |

PJ=Partidos jugados; PG=Partidos ganados; PE=Partidos empatados; PP=Partidos perdidos; GF=Goles a favor; GC=Goles en contra; Dif=Diferencia de gol; Pts=Puntos
|  | Asciende a Tercera |